# Bernardino de Cárdenas y Portugal
Bernardino de Cárdenas y Portugal   (Torrijos, 20 de gener de 1553 - Palerm, 17 de desembre de 1601) fou un noble i home d'estat espanyol, duc de Maqueda, marquès d'Elx i virrei de Catalunya i de Sicília, fill de Bernardino de Cárdenas y Pacheco, que havia estat virrei de València.